# Harvey White
Harvey David White (Maidstone, 19 september 2001) is een Engels profvoetballer die doorgaans als centraal verdedigend middenvelder speelt. Hij komt uit voor Tottenham Hotspur.

## Clubcarrière
White maakte op 26 november 2020 als wisselspeler zijn debuut in de Europa League tegen Loedogorets. Hij maakte zijn debuut in het elftal van Tottenham op 10 januari 2021 in de derde ronde van de FA Cup tegen 8th-tier Marine, die eindigde met een 5-0-overwinning voor Tottenham. Op 18 januari 2021 werd White uitgeleend aan League One-team Portsmouth tot het eind van dat seizoen. Zijn eerste doelpunt voor Portsmouth was in een uitwedstrijd tegen Oxford United, die eindigde in een 1-0-overwinning.

## Internationale carrière
In mei 2019 deed Harvey White mee aan het Engelse team voor onder 18-jarigen.